# Dinamita pa' los Pollos
Dinamita pa' los Pollos fue un grupo musical español que surgió a mediados de los ochenta en el pueblo vizcaíno de Guecho.

## Formación
El grupo lo formaban Roberto Capitán mondo Mata (ex Los Jefes), que era el guitarrista y el encargado de la mayoría de las composiciones, el cantante Javier Zaitegui –Javi 90– (también exmiembro de Los Jefes y encargado de hacer un fanzine por aquella época llamado Nervous Breakdown), Óscar Wildcat Calleja, con el bajo, Miguel Tejón Labanda, a la batería, y las Bloody Marys en los coros. Las Bloody Marys eran las hermanas Nela y Reyes Torío, y Ana Ayala que abandonó el grupo tras el primer disco.

## Carrera
En 1987, lanzaron su primer trabajo, Bienvenidos al gallinero, en formato casete, en el sello independiente Discos Suicidas, hoy en día totalmente descatalogado.
En 1988 aparece un miniálbum titulado No molestes a Pa' cuando está trabajando, con la compañía GASA, donde rescatan cinco canciones del Bienvenidos al gallinero, que son regrabadas y además añaden una versión del conocido tema The Loco-Motion. Con este disco van a ser cada vez más las personas que se fijen en ellos. En este trabajo está el conocido tema Bourbon.
Así, en 1989, aparece Purita Dinamita, producido por Paco Trinidad, un disco que será en unas semanas disco de oro, suponiendo el triunfo para el grupo vizcaíno. Temas como Billy Joe, Toro mecánico o Pandilleros arrasan en las radios convirtiéndolos en clásicos de la banda. En estos primeros años el grupo estuvo apoyado por Juanra Viles, batería de Duncan Dhu en aquellos años.
Sin rodeos será el título del siguiente álbum que aparece en 1990, un disco menos comercial, más country rock que todos los anteriores, más tranquilo y más elaborado. También fue producido por Paco Trinidad, aunque no tuvo tanto éxito como Purita Dinamita. Dos años después grabaron Juntos y revueltos, producido por Colin Farley, pero el disco no tuvo tanto éxito como los anteriores. Poco después el contrato con la compañía se les acabó y no fueron renovados. El grupo se disolvió poco después, cuando aparecieron ciertas diferencias musicales.

## Discografía

### Álbumes
- Bienvenidos al gallinero (1987).
- No molestes a Pa' cuando está trabajando (1988).
- Purita Dinamita (1989).
- Sin rodeos (1990).
- Juntos y revueltos (1992).
- Los mejores años de nuestras vidas (recopilación, 1993).
- Discografía básica (recopilación de 3 CD, 2002).

### Sencillos
- 7 Novias Para 7 Hermanos (1988).
- Bourbon (1988).
- Chicken Ranch (1988).
- Purita Dinamita (1989).
- Pandilleros (1989).
- Toro mecánico (1989).
- La Sombra De Una Cruz (1990).
- Billy Joe (1990).
- Un Agujero En El Bolsillo (1990).
- Juana Calamidad (1991).
- Paseando Al Caiman (1991).
- Vino En La Jarra (1992).
- ¿Dónde Están Mis Pantalones? (1992).
- Fantástico (1992).
- Los Mejores Años De Nuestras Vidas (1993).